# Atticai börtönlázadás
Az atticai börtönlázadás, más néven atticai börtönmészárlás, atticai felkelés vagy atticai zendülés, az Egyesült Államok történetének legvéresebb börtönlázadása volt és a foglyok jogaiért küzdő mozgalom egyik legismertebb és legjelentősebb eseménye.
A lázadás oka az volt, hogy a foglyok jobb életkörülményeket és politikai jogokat követeltek. 1971. szeptember 9-én a New York állambeli Attica városában lévő Atticai büntetés-végrehajtási intézetben fogva tartott mintegy kétezer kétszáz férfi közül 1281 fogvatartott fellázadt, és átvették az irányítást a börtön felett, negyvenkét alkalmazottat túszul ejtve. Az ezt követő négynapos tárgyalás során a hatóságok a fogvatartottak huszonnyolc követelését elfogadták ugyan, de nem egyeztek bele a börtön elfoglalásáért való büntetőjogi felelősségre vonás alóli teljes kegyelemre, illetve az intézet igazgatójának eltávolítására vonatkozó követelésekbe. Nelson Rockefeller kormányzó utasítására az állami rendőrség visszavette a börtön irányítását. Amikor a felkelés véget ért, negyvenhárom ember meghalt, köztük tíz büntetés-végrehajtási tiszt és civil alkalmazott, valamint harminchárom rab. Rockefeller, aki a lázadás alatt nem volt hajlandó a foglyokkal találkozni, azt állította, hogy a foglyok „végrehajtották a hidegvérű gyilkosságokat, amelyekkel kezdettől fogva fenyegettek”, annak ellenére, hogy mindössze egy tiszt és három rab halálát tulajdonították a foglyoknak. A New York Times írója, Fred Ferretti szerint a lázadás „tömeges halálesetekkel zárult, amelyeket négy napig tartó feszült tárgyalásokkal igyekeztek elkerülni”.
A lázadás eredményeként a New York-i börtönrendszer változtatásokat eszközölt, hogy kielégítse a rabok egyes követeléseit, csökkentse a feszültséget a rendszerben, és a jövőben megelőzze az ehhez hasonló incidenseket. Attica zendülés mindmáig az egyik leghírhedtebb börtönlázadás az Egyesült Államokban. A lázadásban részt vett a Kitty Genovese-gyilkosságért és más bűncselekményekért 1967-ben életfogytiglanra, továbbá kétszer tizenöt évre ítélt Winston Moseley is.

## A lázadás háttere
A lázadás a huszadik század végi rossz börtönkörülmények nagyobb összefüggésében zajlott. Howard Zinn történész így írt a felkelés előtti börtön körülményeiről: „A foglyok napi tizennégy-tizenhat órát töltöttek a cellájukban, a leveleiket az őrök elolvasták, az olvasnivalójukat korlátozták, a családlátogatásokat egy rácson keresztül bonyolították le, az orvosi ellátásuk gyalázatos, a feltételes szabadlábra helyezési rendszerük igazságtalan volt és mindenütt rasszizmus uralkodott.” A rossz körülményekhez a túlzsúfoltság is hozzájárult, mivel az elmúlt években a börtön létszáma a tervezett 1200 fogolyról 2243-ra nőtt. Emellett, mint sok amerikai börtönben, Atticában is jelen voltak a faji egyenlőtlenségek. A börtönlakók 54%-a afroamerikai, 9%-a Puerto Ricó-i és 37%-a fehér volt, eközben a forrástól függően az összes őr, vagy egy kivételével az összes őr fehér volt. Az őrök gyakran kidobták a spanyolul írt leveleket, amelyeket a Puerto Ricó-i foglyoknak küldtek, illetve amit  Puerto Ricó-i foglyok küldtek "volna" ki, a fekete rabokat pedig a legalacsonyabb fizetésű munkakörökbe osztották be, és a személyzet rasszista módon zaklatta őket.
Ebben az időszakban a rabok tevékenységének kultúrája is erősödött. Az előző évben egy másik New York-i büntetés-végrehajtási intézetben, a Manhattan Detention Complexben lázadás tört ki. A lázadók nyolc órán keresztül túszként tartottak fogva öt őrt, amíg az állami tisztviselők beleegyeztek, hogy meghallgatják a rabok panaszait, és nem tesznek büntető intézkedéseket a lázadókkal szemben.  Az ígéret ellenére a tisztviselők a fő bandavezéreket Atticába szállíttatták, és sokan hónapokat töltöttek magánzárkában, emellett a lázadás és a túszejtés miatt büntetőjogi vádakkal is sújtották őket. 1971 júliusában az atticai rabok egy csoportja huszonhét követelést tartalmazó listát nyújtott be Russell Oswald büntetés-végrehajtási biztosnak és Nelson Rockefeller kormányzónak az atticai körülmények javítására vonatkozóan. A biztos nem tett lépéseket a követelések listája alapján, és az atticai igazgató, Vincent Mancusi válaszul további korlátozásokat vezetett be a rabok olvasnivalóira és személyes tárgyaira vonatkozóan.
Ezen kívül 1971 augusztusában George Jacksont, a Fekete Párducok Pártjának tagját lelőtték egy szökési kísérlet során a San Quentin állami börtönben, miután megölt három őrt és két rabot. Jackson halálát egyes történészek az atticai felkelés közvetlen okának tekintik. A Jackson halálát követő napokban legalább hétszáz atticai rab vett részt a tiszteletére szervezett éhségsztrájkban.

## A felkelés kezdete
1971. szeptember 8-án, szerdán olyan incidens történt, amely előidézte a másnapi lázadást. A Blood in the Water: The Attica Prison Uprising of 1971 and Its Legacy című, Heather Ann Thompson történész által a felkelésről készített, alaposan kutatott beszámoló szerint két rab dulakodott a pihenőszünetben, és egy büntetés-végrehajtási tiszt közbelépett. Az egyik rab már elhagyta a dulakodás helyszínét, de a tiszt követelte, hogy az ott maradt rab térjen vissza a cellájába, és az ezt követő vitában a rab megütötte a tisztet. Más rabok és őrök is csatlakoztak a felforduláshoz, és egy másik rab is megütötte a tisztet, de mielőtt az erőszak elfajulhatott volna, Robert Curtiss hadnagy lépett oda a feszültség enyhítése érdekében.
Még aznap este Vincent Mancusi igazgató elrendelte, hogy a verekedésben részt vevő két rabot magánzárkába zárják, de amikor a tisztek megérkeztek az 5. társasághoz, hogy elvigyék a rabot, az nagy jelenetet rendezett. Az 5. társaság többi rabja kiabált és dobálta az őröket, az egyik rab, William Ortiz pedig egy konzervdobozzal megütött egy tisztet, aminek következtében "keeplock"-kal, azaz a saját cellájába zárásal büntették.
1971. szeptember 9-én, csütörtökön reggel a még mindig feldúlt 5. társaság azt követelte a tisztektől, hogy mondják el, mi lesz Ortiz sorsa. Gordon Kelsey tiszt azt mondta nekik, hogy nem tudja, és megpróbálta folytatni a szokásos feladatainak elvégzését. Azonban amikor reggelizni indultak, néhány rabnak sikerült kinyitnia Ortiz cellájának ajtaját, és ő velük együtt távozott az étkezőbe. Amikor a parancsnoki állomány megtudta, hogy mi történt, úgy döntöttek, hogy reggeli után az 5. társaság minden tagját visszaküldik a cellájukba, azonban elfelejtették tájékoztatni erről az többi fegyőrt, és amikor a tisztek reggeli után kivezették a rabokat a pihenőterület felé, mind a tisztek, mind a rabok meglepődve tapasztalták, hogy az ajtók zárva vannak. A rabok azt hitték, hogy büntetés vár rájuk, és rendbontás  alakult ki amely nem sokra rá közelharcba torkollott, ami nagy káoszhoz vezetett, mivel néhány rab megtámadta az őröket, mások pedig megpróbáltak megszökni. A rendbontás kihatott a többi közeli fegyenc társaságra is, és ezzel megkezdődött a zendülés, aminek során több őr és fegyenc is megsérült, William Quinn tiszt pedig két nappal később a kórházban halt bele a lázadás első perceiben szerzett sérüléseibe.
Szeptember 9-én délre a büntetés-végrehajtási tisztek és a rendőrök a börtön és a rabok mintegy felét, míg az Attica közel 2200 rabjából 1281-en a börtön másik felét, köztük a D-udvart, két alagutat és a rabok közt csak "Times Square"-ként emlegetett központi irányítótermet tartották uralmuk alatt, a rabok pedig 42 tisztet és civil alkalmazottat ejtettek túszul.

## A tárgyalások
Miután a rabok biztosították a börtön egy részét, szervezkedni kezdtek, és egy listát állítottak össze a követeléseikről, amelyet a terveik szerint a tisztviselőknek teljesíteniük kellett volna, mielőtt megadnák magukat. A rabok vezetőket választottak, hogy képviseljék őket a tárgyalásokon, és rabtársaikat nevezték ki orvosnak és őrségnek.  Például Frank "Big Black" Smith-t nevezték ki biztonsági főnöknek, és ő gondoskodott a túszok és a megfigyelők biztonságáról is. Emellett egy lelkes szónok, a huszonegy éves Elliott James "L.D." Barkley, komoly erőt képviselt a tárgyalások során, ékesszólóan beszélt a rabokhoz, a kamerás stábokhoz és a egyéb  kívülállókhoz. Barkley, aki a felkelés idején csak napokra volt a tervezett szabadulásától, a börtön visszafoglalásakor meghalt.
Emberek vagyunk! Nem vagyunk vadállatok, és nem akarjuk, hogy megverjenek vagy űzzenek bennünket. A börtönök teljes lakossága, vagyis mindannyian, akik itt vagyunk, nekiláttunk, hogy örökre megváltoztassuk az itteni és az egész Egyesült Államokban a foglyok életének kíméletlen brutalizálását és semmibe vételét. Ami itt történt, az nem más, mint a hang az elnyomottak dühe előtt. Nem kötünk semmilyen kompromisszumot, kivéve azokat a feltételeket, amelyek számunkra elfogadhatóak. Felszólítottuk Amerika minden lelkiismeretes polgárát, hogy segítsen nekünk abban, hogy véget vessünk ennek a helyzetnek, amely nemcsak a mi, hanem mindnyájatok életét is veszélyezteti
Miközben a Barkley-féle szónokok emelték a morált, a választott tárgyalócsoport javaslatokat fogalmazott meg a biztosnak. Az Az Attica Felszabadítási Frakció követelései (Attica Liberation Faction Manifesto of Demands) az atticai foglyok által írt panaszok gyűjteménye volt, amely közvetlenül a "társadalom őszinte embereihez" szólt. Ez a gyűjtemény harminchárom követelést tartalmazott, köztük jobb orvosi ellátást, tisztességes látogatási jogot, jobb minőségű ételt, vallásszabadságot, magasabb béreket a fogvatartottak munkájáért, valamint "a fizikai bántalmazás megszüntetését, továbbá olyan alapvető szükségleteket,  mint a fogkefe és a mindennapi zuhanyzás, szakmai képzés, valamint újságokhoz és könyvekhez való hozzáférést". A kiáltvány a tárgyalási jogot a képviseletükre megválasztott öt rabra ruházza: Donald Noble, Peter Butler, Frank Lott, Carl Jones-El és Herbert Blyden X. Emellett a dokumentum külön felsorolja a foglyokat elnyomó "aljas és gonosz rabszolgatartókat", például a New York-i kormányzót, a New York-i büntetés-végrehajtást és az Egyesült Államok bíróságait.
A rabok külső megfigyelőkből álló csapatot is kértek a tárgyalások segítésére, akik közül sokakat sikerült rávenniük a tisztviselőknek, hogy utazzanak Atticába. A megfigyelők között volt Tom Wicker, a The New York Times egyik szerkesztője, James Ingram a Michigan Chronicle-től, John Dunne állami szenátor, Arthur Eve állami képviselő, William Kunstler polgárjogi ügyvéd, Clarence Jones, az Amsterdam News kiadója és ifjabb Martin Luther King egykori tanácsadója és további személyek. A foglyok kérték Louis Farrakhan miniszter, az Iszlám Nemzet országos képviselőjének részvételét is, de ő ezt elutasította. A rabok a Fekete Párduc Párt képviselőit is kérték; Bobby Seale szeptember 11-én röviden szólt a rabokhoz, de nem maradt sokáig, és egyesek szerint ez csak fokozta a feszültséget.
A foglyok és a megfigyelők csoportja folytatta a tárgyalásokat Russell Oswald büntetés-végrehajtási biztossal, aki a rabok 28 követelését elfogadta ugyan, de nem volt hajlandó beleegyezni a felkelésben részt vevő rabok amnesztiájába illetve az Attica igazgatójának elbocsátásába. William Kunstler ügyvéd, aki vállalta, hogy képviseli a rabokat a tárgyalásokon, azt mondta: „A raboknak két nem tárgyalható követelése volt: az igazgató eltávolítása és az általános amnesztia, és az igazgató eltávolításáról már lemondtak. Az általános amnesztiával kapcsolatban pedig már több formulát is kidolgoztunk, amelyeket órákkal a támadás előtt megbeszéltünk a megbízottal, és ha hagyták volna, hogy folytassuk, akkor ma még mindenki élne, és az ügy már el lenne intézve.” A helyzetet tovább bonyolíthatta, hogy Rockefeller kormányzó nem volt hajlandó elmenni a lázadás helyszínére és találkozni a rabokkal, bár az incidens egyes későbbi értékelései szerint a kormányzó távolmaradása nem elősegítette hanem valójában megakadályozta a helyzet súlyosbodását. A tárgyalások meghiúsultak, és Oswald nem volt hajlandó vagy nem volt képes további engedményeket tenni a raboknak. Oswald és a megfigyelőbizottság tagjai felhívták Rockefellert, és könyörögtek neki, hogy jöjjön a börtönbe, hogy lecsillapítsa a lázadást, de ő ezt ismét elutasította. Ezután Oswald és Rockefeller megegyeztek abban, hogy Oswald elrendeli, hogy az állami rendőrség erőszakkal vegye vissza a létesítményt, amit később sokan kritizáltak.

## A börtön visszafoglalása és a megtorlás
1971. szeptember 12-én, vasárnap éjjel a fegyveres erők terveket készítettek a börtön drasztikus visszafoglalására. A megfigyelőcsoport tagjai amellett érveltek, hogy Oswald az erőszakos visszafoglalás előtt még egy utolsó felhívást adjon át a raboknak a megegyezésre. Oswald beleegyezett, de utasítást kapott, hogy a követelést ne ultimátumként fogalmazza meg, mivel Rockefeller nem akarta, hogy a rabok megtudják, hogy a támadás hamarosan megkezdődik. 1971. szeptember 13-án, hétfőn reggel nyolc óra huszonöt perckor Oswald nyilatkozatot adott át a raboknak, amelyben utasította őket, hogy egy órán belül engedjék el a túszokat és fogadják el a felajánlott megegyezést. Azt azonban nem közölte velük, hogy a tárgyalások véget értek, és ha visszautasítják, erőszakkal veszik vissza a börtön irányítását, sőt kijelentette: „folytatni akarom a tárgyalásokat veletek.” A rabok elutasították az ajánlatát, és mivel úgy tűnt számukra, hogy Rockefeller továbbra is ellenzi a követeléseiket, a feszültség a rabok között tovább nőtt. A börtönhatóságok esetleges erőszakos visszavételére készülve a rabok védelmi árkokat ástak, elektromos árammal látták el a fémkapukat, fémtáblákból, asztalokból és földből építettek kezdetleges védőbástyákat, és megerősítették a „Times Square” börtönparancsnoki központot. Miután Oswald távozott, mert a rabok elutasították legutóbbi ajánlatát, a foglyok úgy döntöttek, hogy megpróbálnak hatni a börtön tisztviselőire, hogy komolyan gondolják követeléseiket, és emlékeztetni akarták őket, hogy a raboknak hatalmuk van a túszok felett, ha az állam erőszakkal tör be.  A rabok nyolc büntetés-végrehajtási tisztet vittek a parancsnoki központ tetején lévő emelvényre, és házi készítésű fegyverekkel felfegyverzett foglyok vették körül őket. A túlélő rabok szerint igazából nem akarták megölni a túszokat, hanem inkább biztosítékként akarták használni őket. Röviddel azután, hogy a rabok és a túszok az emelvényen elfoglalták helyüket, Oswald kiadta a parancsot a visszafoglalás megkezdésére. A döntésről később azt mondta: „Sokkal kisebb mértékben, de azt hiszem, most már átérzem, mit érezhetett Truman, amikor az atombomba ledobása mellett döntött.”
1971. szeptember 13-án, hétfőn kilenc óra negyvenhat perckor könnygázt dobtak az udvarra, és a New York-i állami rendőrség több száz rendőre, a Bűnügyi Hivatal munkatársai, seriffhelyettesek, parkőrök és büntetés-végrehajtási tisztek tüzet nyitottak a füstbe. A katonák által használt fegyverek között sörétes puskák is voltak, amelyek golyós lövedékekkel voltak töltve, ami túszok és olyan rabok megsebesítéséhez és megöléséhez vezetett, akik egyébként nem tanúsítottak ellenállást. Ráadásul a rendfenntartó erők által használt fegyverek némelyikében köpeny nélküli lövedékeket használtak, „olyan lőszert, amely olyan hatalmas károkat okoz becsapódáskor az emberi húsban, hogy a Genfi Egyezmények betiltották a használatát.” Az atticai büntetés-végrehajtási tiszteknek is engedélyezték a részvételt, amit később a Rockefeller által a lázadás és az azt követő események tanulmányozására létrehozott bizottság "megbocsáthatatlannak" nevezett. Mire a létesítményt 10:05-kor teljesen biztosították, a rendfenntartó erők legalább százhuszonnyolc embert lőttek le, és kilenc túszt valamint huszonkilenc rabot öltek meg. A tizedik túsz, Harrison W. Whalen büntetés-végrehajtási tiszt 1971. október 9-én halt bele a támadás során szerzett lőtt sebekbe. Az incidenst túlélő foglyok azt állították, hogy a vezetőket a katonák a visszafoglalás alatt és után kiválasztották és megölték. Egy túlélőket kezelő orvos szerint: „Sok vezéralakot megközelítettek az őrök, és módszeresen lelőtték őket. Néhányan a kezüket a levegőbe emelve adták meg magukat. Néhányan a földön feküdtek.” Az egyik vezető, Elliott James „L.D.” Barkley, aki gyakran szerepelt a híradásokban, állítólag még életben volt a visszafoglalás után. Arthur Eve képviselő azt vallotta, hogy Barkley életben volt, miután a rabok megadták magukat, és az állam visszaszerezte az irányítást; egy másik rab azt állította, hogy a tisztek a nevét kiabálva keresték meg Barkleyt, és hátba lőtték. Sam Melville-t, a rabok követeléseinek megszervezésében és megfogalmazásában segítő bizottság tagját, akit a börtönben radikálisnak ismertek, állítólag lelőtték, miközben kezeit a magasba emelve próbálta megadni magát.
A lázadás halálos áldozatainak végső száma tartalmazza azt a tisztet is, akit a rabok a lázadás kezdetekor sebesítettek meg halálosan, valamint három rabot, akiket a mészárlás előtt a rabtársak megöltek. Tíz túsz halt meg az állami katonák és rendőrök lövései által. New York állam Atticával foglalkozó különbizottsága azt írta: „A 19. század végi indiánmészárlások kivételével a négynapos börtönlázadást lezáró állami rendőrségi támadás volt a legvéresebb egynapos összecsapás az amerikaiak között a polgárháború óta.” (bár többnyire pontos, ez a becslés nem csak az indiánmészárlásokat, hanem az 1921-es tulsai mészárlást is figyelmen kívül hagyja). Állami tisztviselők, köztük Oswald és Rockefeller, kezdetben olyan nyilatkozatokat tettek, hogy a rabok sok túszuknak elvágták a torkát. A hamis információkról széles körben beszámolt a média. Kevesebb mint huszonnégy órával később azonban az orvosszakértők megerősítették, hogy az összes túsz a rendfenntartó erők által kilőtt golyók miatt vesztette életét. A Különbizottság megállapította, hogy az állami tisztviselők elmulasztották gyorsan visszavonni ezeket a pletykákat és hamis jelentéseket. Ezek a téves jelentések álltak hátterében a katonák és a börtönőrök megtorló akcióinak. A rabokat levetkőztették és arra kényszerítették, hogy sárban és törött üvegen keresztül kússzanak, majd meztelenül kellett futniuk a feldühödött tisztek sorai között, akik megverték a rabokat, és sértéseket valamint rasszista szidalmakat kiabáltak rájuk. Néhány rabot, köztük olyan vezetőket, mint Frank "Big Black" Smith, további megtorló intézkedéseknek és büntetéseknek vetettek alá, beleértve az többszöri fizikai bántalmazást és a magánzárkába zárást. Néhány nappal a felkelés vége után a sebesült rabokat kezelő orvosok további verésekről számoltak be.

## A közvélemény reakciói
A felkelést követően az Egyesült Államok börtöneiben tüntetések és zavargások törtek ki, többek között New York, Massachusetts, Indiana, Michigan, Nyugat-Virginia és Georgia börtöneiben. A Rabok Szolidaritási Bizottságának 1971. szeptember 30-i hírlevele szerint "Az atticai mészárlás óta történt tizenhárom jelzett lázadás megduplázza az év eleje óta történt börtönlázadások számát". Számos tüntetés zajlott a foglyok támogatása érdekében, különösen New Yorkban, de olyan távoli városokban is, mint Los Angeles és az oklahomai Norman; Rockefeller kormányzó védelmében is több tüntetésre került sor. Emellett művészek, mint John Lennon és aktivisták, mint Angela Davis, műveket írtak a foglyok támogatására és a hatóságok reakciójának elítélésére. Szeptember 17-én este fél nyolckor a Weather Underground radikális baloldali militáns szervezet megtorló támadást indított a New York-i Büntetés-végrehajtási Intézet ellen, bombát robbantva Oswald irodájának közelében, és "A támadást kísérő közlemény a börtönrendszert annak példájának nevezte, hogyan képes egy fehér rasszisták által irányított társadalom fenntartani az irányítást, és a fehér felsőbbrendűség a fehér embereknek a legfőbb kérdés, amellyel szembe kell nézniük". A közvélemény kritikájára válaszul Rockefeller kormányzó 1971 novemberében kinevezte a New York Állam Atticával foglalkozó különbizottságát, amelynek elnökévé Robert B. McKayt, a New York-i Egyetem jogi karának dékánját nevezte ki. A McKay-bizottság néven ismert bizottságot azzal bízták meg, hogy vizsgálja ki az atticai eseményeket megelőző, az alatti és az azokat követő körülményeket. 1972 szeptemberében közzétett jelentésében Rockefeller, a büntetés-végrehajtási minisztérium és a New York-i állami rendőrség kritikusan nyilatkozott a börtön visszafoglalásának kezeléséről, valamint arról, hogy a lázadás után hanyagul védték meg a rabokat a megtorlástól.

## Perek és kártérítések
1971 októberében Robert Fischert nevezték ki különleges főügyészhelyettesnek az Attica Task Force vezetésére, és azzal bízták meg, hogy vizsgálja ki a felkelés vagy a visszafoglalás során esetlegesen elkövetett bűncselekményeket (Fischert később Anthony Simonetti követte az Attica Task Force élén). 1971 októberében a felkelést követő négy éven belül negyvenkét vádiratban hatvankét elítéltet vádoltak meg 1289 külön vádpontban. Egy állami rendőrt gondatlan veszélyeztetésért vád alá helyeztek. 1975-ben Malcolm Bell, az Attica Task Force egyik ügyésze jelentést küldött Hugh Carey kormányzónak, amelyben azt állította, hogy felettesei eltussolják a bűnüldöző szervek bűnös cselekedeteire vonatkozó bizonyítékokat az Attica visszafoglalásakor, és megakadályozzák, hogy teljes körűen kivizsgálja és felelősségre vonja a bűnüldöző szerveket. Miután Bell jelentése kiszivárgott a nyilvánossághoz, Carey kinevezte Bernard S. Meyer-t a New York állam Legfelsőbb Bíróságáról a különleges főügyészhelyettesi posztra, hogy vizsgálja ki. Az 1975 decemberében kiadott Meyer-jelentés megállapította, hogy „nem történt szándékos eltussolás”, de „voltak azonban súlyos ítélkezési hibák”, beleértve „az állami rendőrség részéről a bizonyítékok összegyűjtése során elkövetett jelentős mulasztásokat”.
Kezdetben a háromkötetes jelentésből csak az elsőt hozták nyilvánosságra, és 1981-ben az állam legfelsőbb bírósága elrendelte, hogy a másik kettőt véglegesen zárolják. A Forgotten Victims of Attica, a lázadásban megsérült rendőrökből és a megölt rendőrök családtagjaiból álló csoport azt szorgalmazta, hogy New York állam hozza nyilvánosságra a lázadásról készült állami feljegyzéseket. 2013-ban Eric Schneiderman főállamügyész kijelentette, hogy a 2. és 3. kötet teljes, összesen 350 oldalas anyagának kiadását fogja kezdeményezni. 2015 májusában a jelentés 46 oldalát szerkesztés után nyilvánosságra hozták. 2015 májusában a nyilvánosságra hozott oldalakon tanúk és rabok beszámolói szerepelnek, amelyek a börtönhatóságok által a rabok ellen elkövetett kínzásokról, égetésekről és szexuális visszaélésekről számolnak be. 2021-ben, a felkelés 50. évfordulóján az Attica elfelejtett áldozatai, a túlélő rabok, a meggyilkolt rabok családjai, történészek és ügyvédek továbbra is az Atticával kapcsolatos összes feljegyzés kiadását sürgetik. 1976 decemberében Carey kormányzó bejelentette, hogy „lezárja az Attica-ügyet”, és kegyelmet adott minden olyan rabnak, aki korábban bűnösnek vallotta magát, hogy csökkentett büntetést kapjon, megváltoztatta a bíróságon elítélt két rab büntetését, és elutasította a felkeléssel kapcsolatos, folyamatban lévő fegyelmi eljárásokat 20 rendfenntartó tisztviselő ellen. Bár a büntetőjogi perek lehetősége Carey döntésével megszűnt, a polgári perek tovább folytatódhattak. A börtön visszafoglalása során meghalt foglyok és tisztek családjai beperelték New York államot, mert a bűnüldöző szervek és a börtön tisztviselői megsértették a polgári jogokat Attica visszafoglalása során és azt követően. Évtizedes bírósági pereskedés után az állam 2000-ben beleegyezett, hogy 8 millió dollárt (12 millió dollár levonva belőle a jogi költségek) fizet az ügy rendezésére. 2005-ben az állam külön megegyezett a túlélő börtönőrökkel és a megölt börtönőrök családjaival 12 millió dollárról.

## Hatása a New York Állam börtönrendszerére
Részben az atticai lázadásra válaszul New York állam büntetés-végrehajtási minisztériuma a következő változtatásokat eszközölte:
1. Több alapvető dolog, például több zuhanyzás, szappan, orvosi ellátás és családlátogatás biztosítása.
2. Olyan panaszeljárás bevezetése, amelynek keretében a fogvatartottak bejelenthetik a személyzet valamely tagjának a közzétett szabályzatot sértő cselekedeteit.
3. Összekötő bizottságok létrehozása, amelyekben a rabok képviselőket választanak, akik a börtön tisztviselőivel folytatott megbeszéléseken a nevükben beszélnek.
4. A rabok jogi szolgálatának, a rabokat segítő ügyvédek országos hálózatának finanszírozása.
5. A felsőoktatáshoz való hozzáférés biztosítása
6. A rabok vallásszabadságának segítése.

Míg a felkelést közvetlenül követő években javultak a börtönkörülmények, az 1980-as és 1990-es évek kábítószer elleni háborúja és a „keményen a bűnözés ellen” korszakában sok ilyen javulás visszaesett. A túlzsúfoltság tovább fokozódott, és New York börtönlakossága drámaian megnőtt, az Attica-lázadás idején 12500-ról 72600-ra emelkedett 1999-ben. 2011-ben, miután egy Atticában bebörtönzött férfit brutálisan megvertek az őrök, New York állam történetében először fordult elő, hogy büntetőjogi felelősségre vonták a büntetés-végrehajtási tiszteket egy rab nem szexuális jellegű bántalmazása miatt. 2015-ben az őrök bűnösnek vallották magukat a kötelességszegés vétségének vádjában, hogy elkerüljék a börtönbüntetést. Az incidenssel kapcsolatos híradásokban az Attica jelenlegi és volt rabjai arról számoltak be, hogy a börtön „olyan létesítményként tartotta fenn a hírnevét, ahol a büntetés-végrehajtási tisztek egy kis csoportja nagyrészt büntetlenül osztogatja a durva büntetéseket”, valamint a rabok számos történetet közöltek a rossz körülményekről és az őrök kegyetlen bánásmódjáról.

## Megjelenése a kultúrában

### Könyvekben
- Az atticai börtönlázadásról szóló első történelmi beszámolót (A Time to Die, 1975) Tom Wicker, a New York Times szerkesztője írta, aki megfigyelőként jelen volt a börtönben.
- Egy másik atticai megfigyelő, Clarence Jones (Stuart Connellyvel együtt) kiadta az Uprising: Understanding Attica, Revolution and the Incarceration State  (Felkelés: Attica, a forradalom és a börtönállam megértése) című könyvét 2011-ben.
- 1985-ben Malcolm Bell, az Attica Task Force egykori ügyésze és későbbi kiszivárogtatója kiadta a nyomozásról és az állítólagos eltussolásról szóló beszámolóját The Turkey Shoot: Tracking the Attica Cover-up című könyvét.
- A felkelésről Heather Ann Thompson történész 2016-ban részletes történelmi beszámolót adott ki. A könyv címe Blood in the Water: The Attica Prison Uprising of 1971 and Its Legacy. A könyv az egykori foglyokkal, túszokkal, az áldozatok családtagjaival, a bűnüldöző szervek, ügyvédek és állami tisztviselők interjúira, valamint jelentős, korábban nem publikált archív anyagokra támaszkodik.[29]
- A 2021-ben megjelent Deanne Quinn Miller a The Prison Guard’s Daughter: My Journey Through the Ashes of Attica című visszaemlékezése Gary Craiggel, a lázadás elején megölt börtönőr, William Quinn lánya, és a Forgotten Victoms of Attica nevű csoport szervezője, amely a túlélő túszokból és a megölt börtönalkalmazottak családjairól szól.[66]
- 2020-ban jelent meg a Big Black: Stand at Attica című non-fiction képregény. A könyv társszerzője Frank "Big Black" Smith, aki a lázadás idején rab volt.[67] A könyv felkerült az Amerikai Könyvtári Szövetség grafikus regényekkel és képregényekkel foglalkozó kerekasztala által összeállított 2020-as A tíz legjobb grafikus regény felnőtteknek listára.[68]

### Filmeken
Közvetlen beszámoló az attikai börtönlázadásról: 
- 2021. szeptember 9-én, a felkelés kitörésének 50. évfordulóján, a Torontói Nemzetközi Filmfesztiválon mutatták be az Attica című dokumentumfilmet.[69] A rendező, Stanley Nelson „Attica történetének elmesélése érdekében több tucat új interjút készített foglyokkal, újságírókkal és más szemtanúkkal. Jelentős mértékben használja fel a filmben a biztonsági felvételeket és a kiterjedt híradós tudósításokat, amelyek Atticát országos eseménnyé tették.”[70]  A filmet a Firelight Films és a Showtime Documentary Films készítette, és a tervek szerint 2021-ben kerül a Showtime műsorára."[69]
- Az atticai börtönmészárlás 2021-es 50. évfordulójára készülve az HBO Max kiadta a Betrayal at Attica című dokumentumfilmet. A cselekményt a következőképpen írják le: „1971. szeptember 13-án New York állam lelőtte és megölte 39 saját állampolgárát, további százakat megsebesített, és megkínozta a túlélőket. A D Yard visszafoglalásának terve az amerikai történelem egyik legvéresebb napjához vezetett, és a modern rendfenntartás legrosszabb aspektusait vetítette előre. Elizabeth Fink radikális ügyvédnő elmeséli az atticai börtönlázadás történetét, és azt, hogyan leplezte le az évtizedekig tartó titkolózást.”[71]
- 2019-ben az Icarus Films kiadta a Ghosts of Attica című dokumentumfilmet Brad Lichtenstein rendezésében, amely részletes interjúkat tartalmaz a felkelés túlélőivel, köztük Frank "Big Black" Smith-szel, aki a rabok biztonsági főnökeként szolgált a felkelés alatt továbbá Mike Smith-szel, az egyik tússzal, akit a visszafoglalás során meglőttek, Elizabeth Fink ügyvéddel, aki a rabok pereit vezette valamint a megfigyelő bizottság több tagjával, köztük Tom Wickerrel, Herman Badillo képviselővel, Arthur Eve képviselővel és William Kunstlerrel.[72]
- A 40. évfordulóra való megemlékezés részeként Chris Christopher és David Marshall filmrendezők a Blue Sky Projecttel közösen elkészítettek egy 60 perces, Emmy-díjra jelölt dokumentumfilmet Criminal Injustice: Death and Politics at Attica címmel, amelyet először 2012-ben mutatott be a PBS, és amely számos, korábban nem elérhető interjúalany bevonásával sok mítoszt és tévhitet boncolgat és leplez le az atticai börtönlázadásról, annak okairól és eltussolásáról.[41][73] A film hivatalos leírása így szól: „Az Atticai börtönlázadásról, annak okairól és eltussolásáról: »Negyven évvel az amerikaiak közötti legvéresebb egynapos összecsapás után a polgárháború óta, a halottak az igazsággal együtt eltemetve maradnak. Mostanáig. A film olyan szemtanúkkal készített interjúkon alapul, akik csak most mesélik el történeteiket, valamint újonnan felfedezett dokumentumokhoz való hozzáférésen, és új megvilágításba helyezi, hogy pontosan mi is történt Atticában 1971. szeptember 9-13. között. A Bűnös igazságtalanság új, lenyűgöző kérdéseket vet fel az Atticában történt 39 halálesetről, a Fehér Ház részvételéről és Nelson Rockefeller politikai törekvéseinek korrumpáló hatásáról a börtön halálos visszafoglalása előtt, alatt és jóval utána. A volt túsz, Michael Smith szerint "az eltussolás akkor kezdődött, amikor a lövöldözés abbamaradt.« Ez a film feltárja, hogy az igazságot valójában már jóval korábban eltitkolhatták.”[41]
- A ScreenSlate a következőképpen jellemzi Cinda Firestone Attica (1974) című dokumentumfilmjét: „Firestone 1974-es filmje, amelyet 2007-ben felújítottak, a megfigyelő- és híradós kamerák elsődleges felvételeit, valamint a foglyokkal, családtagokkal és őrökkel készített interjúkat gyűjti egybe, hogy a mészárlásról olyan beszámolót készítsen, amelyet mérsékeltnek, de az állam tetteit illetően kétségtelenül elítélőnek neveztek.” Ahogy a The New Yorker 1974-es kritikája írja: „Cinda Firestone csendes filmje borzalmas filmfelvételeket használ: az állami rendőrök távcsöves puska lencséjén keresztül készült felvételeket; a rabok elgondolkodásait, amelyek néha dühbe fulladnak egy olyan világgal szemben, amely hihetetlennek tartja az Atticáról szóló leírásokat; a lázadók, akik érezhetően büszkék voltak a fegyverrel való képességeikre, és a vizsgálóbizottság előtt fitogtatták tudásukat. ...Ha az Attica csupán egy-két hónapra zavarta meg álmunkat, akkor ennek a filmnek az az egyik erénye, hogy tartósan megzavarja a nyugalmat.”[74]
- A lázadásról legalább három kitalált tévéfilm készült: Attica (1980), Marvin J. Chomsky rendezésében, George Grizzarddal és Morgan Freemannel; John Frankenheimer, Fejjel a falnak (1994), Samuel L. Jackson, Kyle MacLachlan és Clarence Williams III. főszereplésével; valamint a Halálos börtön (2001), Euzhan Palcy rendezésében, Alan Alda és Morris Chestnut főszereplésével.

Több más film is utal a felkelésre: 
- A Fél Nelson (2006) című filmben Dunne egyik tanítványa fél óra elteltével egy rövid monológban meséli el Attica történetét.
- A Kánikulai délután (1975) című filmben Al Pacino karaktere, Sonny, aki nyolc banki alkalmazottat tart túszul, kántálni kezdi az őrök felé, hogy „Attica! Attica!”, felidézve az atticai lázadásra válaszul alkalmazott túlzott rendőri erőt. Az „Attica! Attica!” jelszót azóta számos filmben és televíziós műsorban parodizálták vagy használták komikus hatásra. Például a Csupasz pisztoly 33 1/3 – Az utolsó merénylet (1994) című filmben Leslie Nielsen karaktere, Frank Drebin kiáltja: „Attica! Attica!”, amikor beépül a börtönbe. Hasonlóképpen, a Szombat esti láz (1977) című filmben John Travolta karaktere, Tony Manero egy diszkóban töltött éjszaka után felébred, és miközben megnézi magát a tükörben, és meglátja Al Pacino plakátját a Serpico (1973) című filmben, azon vitatkozik, hogy hasonlít-e Al Pacinóra. Miután megtetszik neki a gondolat, azt kiáltja, hogy „Al Pacino!”, majd kinyitja a hálószobája ajtaját, kisétál a folyosóra, és azt skandálja, hogy „Attica! Attica!”

### Zenei művekben
- Az angol Spear of Destiny együttes Attica című dala.
- Az angol 10cc együttes Rubber Bullets című dala.[75]
- John Lennon Attica State című dala a Some Time In New York City című albumán.
- Tom Paxton The Hostage című dala, amelyet Judy Collins True Stories and Other Dreams (1973) című albumán vett fel.
- Gil Scott-Heron We Beg Your Pardon című dalában Scott-Heron kritikusan nyilatkozik Rockefeller kormányzónak a lázadás kezeléséről, és kijelenti, hogy „Richard X testvér New York-i Buffalóból 1365 évvel néz szembe... rács mögött az Atticában való részvételért, Rockefeller pedig azzal, hogy az ország alelnöke lesz”.
- Paul Simon Virgil című száma a Songs from The Capeman című albumán (1997).
- Az atticai felkelés ihlette Charles Mingus Remember Rockefeller at Attica című művét, valamint Archie Shepp jazzszaxofonos Attica Blues című szerzeményét (1972) az azonos című albumáról.
- Nas rapper Lauryn Hill-lel közös dalában, a If I Ruled the World (Imagine That) című dalban említette Atticát. Nas így rappel: „I'd open every cell in Attica, send 'em to Africa”.
- A Black Moon Powaful Impak! című száma az Enta da Stage című albumán a lázadást említi a „I'm bustin' niggas open, Attica style” szövegben.
- Frederic Rzewski írta a Coming together/Attica című számot Sam Melville Atticából írt levelei alapján.
- A Wu Tang Clan-os Raekwon említi az Attica-lázadást a Ghostface Killah 2001-es Bulletproof Wallets című, The Hilton című számában a „Giants from Attica Riots/Halls is Quiet/CO's with babies on their arms look tight” szövegben.
- Az Attica című dal a bahamai Exuma előadóművésztől.
- A The Felice Brothers Rockefeller Druglaw Blues című dala Atticára és a lázadásban részt vevő foglyokkal való bánásmód elleni tiltakozásra utal.

### Versekben
- Muhammad Ali ökölvívó 1972 júliusában, írországi látogatásakor az RTÉ-n adott interjúban egy verset mondott el, amelyben elképzeli, mit mondtak volna az atticai foglyok a haláluk előtt.[76]
- 1972-ben Frederic Rzewski avantgárd zeneszerző és zongorista két darabot írt az attikai felkeléshez kapcsolódóan, mindkettőt ütőhangszeres zenekarra és előadóra. A Coming Together Sam Melville, a felkelés egyik vezetőjének és a felkelés következtében életüket vesztett emberek egyikének 1971-ben írt leveléből származó szövegét dolgozza fel. A második, rövidebb darab, az Attica Richard X. Clark elítéltnek a börtönből való szabadulása után tett nyilatkozatát dolgozza fel: „Attica most előttem van”. A két darabot 1973-ban a Blackearth Percussion Group rögzítette az Opus One lemezkiadó számára, a megszólaló Steven ben Israel volt a Living Theaterből.[77]
- Allen Ginsberg amerikai költő Hadda Be Playing on the Jukebox című verse az atticai börtönlázadásra utal. Ezt a verset később a Rage Against the Machine nevű politikai rockzenekar dal formájában is előadta.

### A televízióban
- Az Archer 7. évadának 6. epizódjában Archer felkiált, hogy a ház előtt álló kommandósok „mindjárt teljes Atticába csapnak át”. Ez a börtön rendőrségi rajtaütésére utal.
- Az HBO Oz című sorozatának 1. évadának fináléjában Tim McManus egységvezető Atticára mint szülővárosára és a lázadásra hivatkozik, mint eredeti indíttatására, amiért Emerald Cityt akarta létrehozni.
- A Narancs az új fekete 4. évadának utolsó epizódjában a rabok felkelnek és azt skandálják: „Attica! Attica!”. Az 5. évad teljes egészében magát a lázadást mutatja be, amely jelentős párhuzamokat tartalmaz az atticai felkeléssel.[78]
- Az Attica börtönlázadás szolgált inspirációs forrásként a Star Trek: Deep Space Nine "Past Tense" című epizódjának Bell-lázadásaihoz.[79]
- A kertvárosi gettó című animációs sorozat "Találkozó a púzóharcossal" című epizódjában az epizód címszereplője egy bunkóval túszul ejti Tomot, ezzel börtönlázadást szítva. Miután az elítéltek túszul ejtették az őröket, eldöntötték, hogy mi legyen a következő lépés. A többi elítélt elégedetlenül vette tudomásul, hogy a Púzóharcos egyetlen követelése az volt, hogy "púzót szerezzen". Egy másik elítélt (Clifton Powell hangján) megjegyezte: „Azt hittem, hogy ez valami Attica-típusú szarság lesz!”.
- Az „Attica! Attica!” feliratot számos tévéműsorban használták, többek között a következő műsorokban: Kaliforniába jöttem,[80] Firka Villa, Bob burgerfalodája, Szívek szállodája, Spongyabob Kockanadrág 3. évad 18. epizód, It's Always Sunny in Philadelphia, Mr. Iglesias, Férjek gyöngye, Tini Nindzsa Teknőcök, Unbreakable Kimmy Schmidt, WCW Monday Nitro, Drót, NCIS: New Orleans, Esküdt ellenségek: Különleges ügyosztály[81] és Diane védelmében. A kántálás variációit használták a Duckman: Private Dick/Family Man ("Sciatica!"), A liga ("Gattaca!"), a Sabrina, a tiniboszorkány ("Cattica, Cattica!") és a Doktor House 3. évadának 4. epizódjában "Vonalak a homokban".

### Podcast formában
- American Scandal: 30 évad – Attica Prison Uprising. A Wondery podcastja az atticai börtönlázadással, annak okaival és az amerikai börtönrendszerre gyakorolt maradandó hatásaival foglalkozik.[82]

## Fordítás
- Ez a szócikk részben vagy egészben  az   Attica Prison riot című angol Wikipédia-szócikk ezen változatának fordításán alapul.  Az eredeti cikk szerkesztőit annak laptörténete sorolja fel. Ez a jelzés csupán a megfogalmazás eredetét és a szerzői jogokat jelzi, nem szolgál a cikkben szereplő információk forrásmegjelöléseként.